# Arthur e il popolo dei Minimei (film)
Arthur e il popolo dei Minimei (Arthur et les Minimoys) è un film del 2006 diretto da Luc Besson.
Il film, che nella versione originale presenta le voci di Freddie Highmore, Mia Farrow, Penny Balfour e Doug Rand, è tratto dai romanzi per l'infanzia dello stesso Besson Arthur e il popolo dei Minimei e Arthur e la città proibita.

## Trama
Connecticut, 1960. Arthur è un ragazzino di dieci anni che vive in campagna con la nonna a causa delle lunghe assenze dei genitori. Il nonno, Archibald, è un esploratore che ha compiuto molti viaggi tra l'Asia e l'Africa.
Un giorno, la nonna di Arthur racconta al ragazzo la storia di una strana tribù che il nonno aveva incontrato, quella dei Minimei, raggiungibile grazie a un portale nascosto proprio vicino a casa.
Il giorno successivo, arriva a casa Davido, un uomo che consegna un documento che stabilisce la scadenza della proprietà su quella casa a causa dei debiti, che andranno pagati entro i successivi due giorni.
Il piccolo Arthur vorrebbe trovare il tesoro del nonno; mentre cerca tra le sue vecchie cose, trova degli indizi per arrivare nel paese dei Minimei. Arthur dice tutto alla nonna ma quest'ultima non gli crede.
Il paese dei Minimei si può raggiungere solo una volta all'anno: la notte della decima luna, a mezzanotte precisa.
La decima luna è proprio quel giorno. I Bogo-Matassalai, comparsi improvvisamente nella notte, aiutano Arthur a raggiungere il paese dei Minimei: il portale rimpicciolisce Arthur e lo trasforma in un minuscolo folletto dai capelli bianchi. Incontra i Minimei, minuscole creature simili a Elfi.
Arthur viene anche a sapere che il nonno è stato rapito da "M" il Malvagio (Maltazard) e che aveva con sé il tesoro quando è scomparso. Incomincia così un lungo viaggio (attraverso il suo stesso giardino) insieme a due compagni: la principessa Selenia e il suo fratellino Betameche (nome abbreviato Beta).
Durante il viaggio, vanno in un locale, dove incontrano Max, che offre loro una particolare bibita verde. Durante la festa arriva Darkos, figlio di Maltazard, che vede i tre e vorrebbe prenderli, ma loro riescono a scappare.
Prima di raggiungere Maltazard, le loro strade si dividono: la principessa Selenia affronta "M" il malvagio da sola, mentre Arthur e Betameche si mettono alla ricerca del tesoro; ma prima Selenia bacia Arthur, cosa che per i Minimei equivale a sigillare un matrimonio. Betameche e Arthur vengono catturati da Darkos, che li imprigiona in una gabbia.
La galleria porta alla terra dei Minimei, ma è troppo lunga e non possono farcela in tre minuti. 
Una volta giunti incolumi a destinazione, Arthur è costretto a salutare Selenia, ma i due giurano di rivedersi.
Arthur e il nonno tornano di nuovo umani e mentre l'uomo firma i documenti, Arthur cerca il tesoro scavando nel punto segnalatogli da Milo. Il ragazzo inonda la terra dove ci sono Maltazard e Darkos: quest'ultimo sembra morire annegato, mentre Maltazard fugge.
Recuperato il tesoro in tempo, il nonno paga l'immobiliarista con un rubino, ma questi - che si scoprirà essere tanto interessato a quel terreno proprio perché a conoscenza della presenza di quel tesoro - cerca di impadronirsi di tutte le pietre preziose. Grazie all'intervento dei Bogo Matassalai, viene però neutralizzato e arrestato.
Il film si chiude con una festa alla quale partecipano i Bogo Matassalai, i nonni di Arthur e i suoi genitori. Quest'ultimo aspetta con ansia la notte in cui potrà tornare tra il popolo dei Minimei e incontrare la sua principessa Selenia.

## Produzione
Il personaggio della principessa Selenia è ispirato a Milla Jovovich, mentre quello di Maltazard ha le fattezze molto simili a David Bowie, che lo doppia nella versione americana.
Durante i titoli di coda sfilano tutti i Minimei del film affiancati dal nome del loro doppiatore. L'ultimo personaggio che si presenta è la versione "minimea" del regista Luc Besson.
Il budget per la realizzazione del film è stato di 80 milioni di dollari.

## Distribuzione
In Italia il film è uscito il 9 febbraio 2007, distribuito da 01 Distribution.

## Sequel
Il film ha avuto due seguiti: Arthur e la vendetta di Maltazard nel 2009 e Arthur e la guerra dei due mondi nel 2010.